# Trave di equilibrio

Elisabetta Preziosa mentre esegue un esercizio sulla trave di equilibrio, alle Olimpiadi di Londra 2012

La trave di equilibrio, o più comunemente solo trave, è un attrezzo olimpico del settore femminile della ginnastica artistica.
L'attrezzo è largo 10 cm e lungo 5 m, poggia su un tappetone rettangolare 5×10 m ed ha un'altezza regolabile che, secondo il regolamento della FIG (Fédération Internationale De Gymnastique), nelle competizioni olimpiche, va posta a 1,25 m. La limitata superficie di appoggio e l'altezza dal suolo richiedono particolari doti di equilibrio nelle atlete. Nelle competizioni internazionali si usa spesso indicare questo attrezzo con l'acronimo BB, dal corrispondente termine inglese "Balance Beam" (trave di equilibrio), specie nell'indicazione dei punteggi.

## Elementi

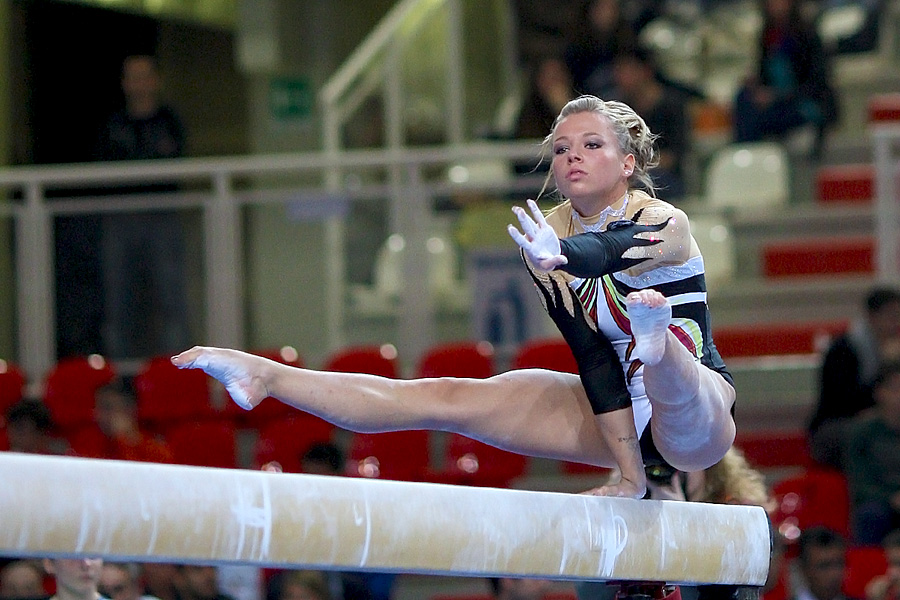
Dorina Böczögő sulla trave

A seconda della preparazione, sulla trave è possibile compiere una varietà di movimenti. Per le atlete più piccole, durante le gare, può bastare anche solo camminare sulle punte senza, però, sbilanciarsi. A livelli dilettantistici, la trave viene posta ad un'altezza più bassa. Durante una gara, i movimenti devono durare come minimo 3 secondi. Nell'esercizio si può includere la capovolta avanti o indietro, con le mani o senza, la spaccata, la squadra, il salto del gatto, la sforbiciata e anche la ruota.
Nei livelli agonistici si possono eseguire elementi più complicati, come capovolte, ruote, ribaltate ecc. senza la posa delle mani o anche flic flac, avvitamenti e non solo. Come uscita dall'attrezzo si possono effettuare salti mortali con avvitamenti e molte altre acrobazie. Sia nelle "uscite" elementari, sia in quelle agonistiche l'importante è atterrare con tutti e due i piedi contemporaneamente, altrimenti vengono tolti dei punti, perché è considerato un errore.

## Regole specifiche dell'attrezzo
La ginnasta può gareggiare a piedi nudi o indossare apposite scarpette e, per una maggiore stabilità, può applicare della magnesia alle mani e/o ai piedi. Può inoltre immettere delle piccole marcature sulla trave che fungeranno da punti di riferimento per la propria esecuzione.
Una volta che l'esercizio è iniziato, l'allenatore della ginnasta non può interferire in nessun modo; potrà accompagnare la ginnasta solo in caso di utilizzo di pedana per eseguire l'entrata, poiché dovrà rimuoverla una volta che non servirà più, al fine di evitare una possibile caduta su essa.
In caso di caduta dall'attrezzo, la ginnasta perde 1 punto e ha 30 secondi per risalire sulla trave e continuare l'esercizio da dove l'ha interrotto, altrimenti non potrà continuare. Se la caduta avviene nel mezzo di una serie di più elementi, quest'ultima sarà considerata come serie spezzata e, di conseguenza non verrà riconosciuta (non verrà dunque accreditato il punteggio di tale sequenza di elementi).
L'esercizio potrà durare al massimo 1:30 minuti. Un tono di avviso, solitamente il suono di una campanella, avviserà la ginnasta quando saranno passati 1:20 minuti. Superato il tempo massimo un altro suono di campanella avvertirà l'atleta che inizieranno ad essere sottratti decimi di punteggio.

## Ginnaste più vittoriose
Nadia Comăneci, con due titoli olimpici, è da considerare tra le migliori interpreti di questo attrezzo, mentre la Romania è il paese che vanta il maggior numero di campionesse mondiali.
Fin dagli anni '70 infatti, la nazionale romena si è contraddistinta per la presenza di ginnaste particolarmente forti alla trave, fra le quali spicca in epoca contemporanea Cătălina Ponor, che sulla trave ha conseguito la medaglia d'oro alle Olimpiadi di Atene, l'argento ai Mondiali 2003 e 5 medaglie d'oro ai Campionati europei fra il 2004 e il 2017.
La Ponor è da considerare una delle migliori traviste di sempre non solo per le medaglie conseguite e per la sua longevità, ma anche per essere una delle poche ginnaste a non essere mai caduta dalla trave in una finale europea, mondiale o olimpica.
Da quando esiste il nuovo sistema di punteggio (2005), i migliori risultati sono stati ottenuti, oltre che dalle romene, soprattutto da ginnaste cinesi e americane. Fra queste ultime spiccano: Nastia Liukin, due volte campionessa del mondo (nel 2005 e nel 2007), e vicecampionessa olimpica nel 2008; Shawn Johnson, campionessa olimpica a Pechino 2008, e Simone Biles, tre volte campionessa del mondo su questo attrezzo (più di qualsiasi altra ginnasta nella storia).
Fra le cinesi spiccano invece Deng Linlin, campionessa dei mondiali del 2009, e vincitrice della medaglia d'oro alle Olimpiadi del 2012; Sui Lu campionessa mondiale nel 2011 e vicecampionessa olimpica nel 2012; Liu Tingting campionessa mondiale nel 2018 e vicecampionessa mondiale nel 2019.
Un'eccezione alla regola è costituita dall'olandese Sanne Wevers che, oltre ad aver vinto la medaglia d'argento ai mondiali di Glasgow nel 2015 e l'oro ai Campionati europei 2018, si è laureata campionessa olimpica alla trave alle Olimpiadi di Rio 2016, diventando la prima ginnasta olandese a vincere una medaglia d'oro alle Olimpiadi.